# Scutovertex laminipes
Scutovertex laminipes är en kvalsterart som beskrevs av Hammer 1961. Scutovertex laminipes ingår i släktet Scutovertex och familjen Scutoverticidae. Inga underarter finns listade i Catalogue of Life.